# Neopromachus gibbosus
Neopromachus gibbosus är en insektsart som beskrevs av Günther 1929. Neopromachus gibbosus ingår i släktet Neopromachus och familjen Phasmatidae. Inga underarter finns listade i Catalogue of Life.